# Paralastor odyneripennis
Paralastor odyneripennis är en stekelart som beskrevs av Perkins 1914. Paralastor odyneripennis ingår i släktet Paralastor och familjen Eumenidae. Inga underarter finns listade i Catalogue of Life.